# سدريانو
سيدريانو (Sidrian) هي بلدية إيطالية في منطقة ميلانو الحضرية في منطقة لومبارديا، وتقع على بعد حوالي 15 كيلومتر (9 ميل) غرب ميلانو.
تجاور سيدريانو البلديات التالية: فانزغو، برغنانا ميلانيزي ‏، أرلونو، باريجيو، فيتوني، سيسليانو.

## روابط خارجية
- الموقع الرسمي